# Alla Griščenkova
Alla Vladimirovna Griščenkova (in russo Алла Владимировна Грищенкова?; 27 agosto 1961) è un'ex nuotatrice sovietica, dal 1992 russa.

## Carriera
Ha fatto parte della staffetta che vinse la medaglia di bronzo nella 4x100m misti alle Olimpiadi di Mosca 1980.

## Palmarès
- Giochi olimpici estivi

Mosca 1980: bronzo nella 4x100m misti.